# Catostomus occidentalis
Catostomus occidentalis är en fiskart som beskrevs av Ayres, 1854. Catostomus occidentalis ingår i släktet Catostomus och familjen Catostomidae.

## Underarter
Arten delas in i följande underarter:
- C. o. occidentalis
- C. o. lacusanserinus